# Барби: Живот у кући снова
Барби: Живот у кући снова (енгл. Barbie: Life in the Dreamhouse) је америчка рачунарски-анимирана веб телевизијска серија коју су продуцирали Arc Productions и Mattel. Премијера серије била је 11. маја 2012. године на Barbie.com  и . Два телевизијска специјала су приказана 1. септембра 2013. године на каналу Nickelodeon. Серија је престала 27. новембра 2015. године. Нова серија названа Барби: Авантуре у кући снова је приказана 30. марта 2018. године.
У Србији је серија приказивана 2017. године на каналу РТС 2, синхронизована на српски језик. Синхронизацију је радио студио Имагинаријум.

## Поставка
Серија је постављена у фиктивној верзији Малибуа где су сви становници лутке. Лутке се понашају као људи, са безброј хумористичких секвенци где се спомиње природа лутака. Серија се фокусира на живот Барби, њених пријатеља, њених рођака, њеног дечка, Кена и бројне кућне љубимце. Серија је стилизована као исмејавање ријалити-шоуа са исповедањем ликова у међу-секвенцама.